# Разночинцев, Анатолий Иванович
Анато́лий Ива́нович Разночинцев (22 ноября 1927 года, Армавир — 19 июля 1994 года, Краснодар) — советский пловец, тренер и преподаватель. Участник летних Олимпийских игр 1952 года. Заслуженный тренер РСФСР.

## Биография
Анатолий Иванович Разночинцев родился 22 ноября 1927 года в городе Армавир Краснодарского края. Детство провёл в Донецке и Ашхабаде. В 1947 году переехал в Краснодар.
Начал заниматься плаванием в 21 год под руководством Ф. Гааза. С конца 1940-х до начала 1950-х годов считался в СССР одним из сильнейших пловцов на дистанциях 400 и 1500 метров. Неоднократный призёр чемпионатов СССР. Выступал за спортивные общества «Локомотив» (Москва) и «Динамо» (Краснодар). Мастер спорта СССР.
Окончил Краснодарский плодоовощной техникум, а затем — Московский областной педагогический институт имени Н. К. Крупской.
В 1952 году на Олимпийских играх в Хельсинки занял 29 место в квалификации заплыва на 400 метров вольным стилем.
После окончания спортивной карьеры работал тренером по водному поло и плаванию в Краснодаре. Также был преподавателем кафедры теории и методики плавания Кубанского государственного университета физической культуры, спорта и туризма.
Наиболее высоких результатов среди его учеников добились Владимир Ковтун, Юрий Никульшин и Наталья Разночинцева.
Анатолий Иванович умер 19 июля 1994 года. Похоронен на Славянском кладбище в Краснодаре.
Ежегодно в Краснодаре проводятся краевые соревнования по плаванию, посвященные памяти Анатолия Ивановича.